# Boot Camp (trening)
Boot Camp (ang. obóz dla rekrutów) - rodzaj treningu na świeżym powietrzu, która wywodzi się z metodologii amerykańskich treningów wojskowych opracowanych na początku XX wieku. Uprawiane m.in. w USA, Kanadzie, Australii i Europie. 
Ćwiczenia na powietrzu mają korzystny wpływ na układ krwionośny człowieka redukując poziom tzw. złego cholesterolu, obniżając ciśnienie i uelastyczniając naczynia krwionośne. Lepsze krążenie poprawia pracę serca i wzmacnia je. Wzrasta również wytrzymałość kości, gdyż zwiększa się ich gęstość. Podobnie pozytywny wpływ można zaobserwować w przypadku więzadeł i ścięgien. Zwiększa się także ruchomość stawów.
Treningi polegają nie tylko na pracy indywidualnej każdego uczestnika, ale także na ćwiczeniach w parach oraz na rywalizacji zespołów. W treningach Boot Camp istotną rolę odgrywa trener, który motywuje całą grupę do osiągania postawionych celów.
Treningi Boot Camp mają charakter funkcjonalny, łączą w sobie ćwiczenia: 
- ćwiczenia kształtujące wytrzymałość tlenową
- ćwiczenia kształtujące wydolność beztlenową i/lub siłę
- ćwiczenia kształtujące koordynację ruchową, równowagę, refleks
- ćwiczenia rozciągające

Treningi Boot Camp kierowane są do wszystkich osób, bez ograniczeń wiekowych.
Wśród rodzajów treningów Boot Camp można wyróżnić:
- Boot Camp (zajęcia dla osób o podstawowej lub niskiej sprawności fizycznej)
- Boot Camp hard (zajęcia dla osób o średniej i wysokiej sprawności fizycznej)
- Boot Camp special (z elementami konkretnych dyscyplin sportowych)